# 靖宗
靖宗（せいそう、1018年8月31日 - 1046年6月24日）は第10代高麗王（在位：1034年 - 1046年）。姓は王、諱は亨、諡号は弘孝安懿康献英烈文敬容恵大王。顕宗と元成太后金氏（金殷傅の娘）の二番目の息子であり、徳宗の弟。

## 略歴
- 1018年 顕宗と元成王后金氏との間に生まれる。
- 1022年 内史令平壌君に封じられる。
- 1027年 開府儀同三司検校太師兼内史令に任じられる。
- 1034年 徳宗を継ぎ、高麗王になる。
- 1039年 奴婢随母法を定める。
- 1046年 長子相続法を定める。

## 家族
- 容信王后韓氏(?～1036年)
  - 王詗
- 容懿王后韓氏(容信王后韓氏と姉妹)
  - 哀殤君 王昉
  - 楽浪侯 王璥
  - 開城慎殤侯 王暟
- 容穆王后李氏(王可道の娘)
  - 悼哀公主
- 容節徳妃金氏(金元沖の娘)
- 延昌宮主盧氏